# 轉啊轉
《轉啊轉》（クルクル）是日本女子組合e-girls的第7张单曲，於2013年11月20日由rhythm zone发售。

## 概要
- A面曲《轉啊轉》為朝日電視台節目《お願い!ランキング》2013年11月度片尾曲、UHA味覺糖「e-maのど飴」的電視廣告歌曲和ABC-MART「ボアコレクション」的電視廣告歌曲。與《CANDY SMILE》相同，組合名字標為「e-girls」
- B面曲《I Heard A Rumour 〜謠言Wassap!〜》是E-girls第5首翻唱歌曲，原唱者為Bananarama
- 此單曲有2個版本，分別有「CD+DVD」和「CD ONLY」。「CD+DVD」收錄了《轉啊轉》的Music Video。
- 在12月2日於公信榜单曲週排行榜取得第2位。

## 選抜成员

### 轉啊轉
- 螢光字為主唱
  - Dream：Shizuka、Ami
  - Happiness：SAYAKA、楓、藤井夏戀、YURINO、須田安娜
  - Flower：水野繪梨奈、藤井萩花、重留真波、中島美央、鷲尾伶菜、坂東希、佐藤晴美
  - EGD：武部柚那、武田杏香、石井杏奈、山口乃乃華、生田梨沙

- 與上一張單曲《滿懷歉意的Kissing You》的選拔名單比較，只有18人入選了本次的選拔成員。
- Aya、Erie、MIYUU、杉枝真結、川本璃、武藤千春、市來杏香、萩尾美聖、稲垣莉生、中嶋桃花未有進入選拔組。
- 藤井夏戀繼《CANDY SMILE》後再選拔為主唱。

### 離別
- 主唱：Shizuka、鷲尾伶菜

### Winter Love 〜愛的贈禮〜
- 主唱：Shizuka、Aya、Ami、Erie、藤井夏戀、杉枝真結、川本璃、鷲尾伶菜、武藤千春、市來杏香、武部柚那

### I Heard A Rumour 〜謠言Wassap!〜
- 主唱：Shizuka、Aya、Ami、Erie、藤井夏戀、杉枝真結、川本璃、鷲尾伶菜、武藤千春、市來杏香、武部柚那

## 收錄内容

### CD
1. 轉啊轉
（作詞：Jam9・Yu Shimoji、作曲：Jam9・ArmySlick）
2. 離別
（作詞：Masato Odake、作曲：横野康平・ULO）
3. Winter Love 〜愛的贈禮〜（Winter Love 〜愛の贈り物〜）
（作詞：Dr. Queen B・Emyli、作曲：Dr. Queen B）
4. I Heard A Rumour 〜謠言Wassap!〜（I Heard A Rumour 〜ウワサWassap!〜）
（作詞・作曲：Matthew James Aitken・Sarah Elizabeth Dallin・Siobhan Fahey・Alan Peter Waterman・Keren Jane Woodward・Mike Stock、日本語詞：藤林聖子）
5. 轉啊轉 (Instrumental)
6. 離別 (Instrumental)
7. Winter Love 〜愛的贈禮〜 (Instrumental)
8. I Heard A Rumour 〜謠言Wassap!〜 (Instrumental)

### DVD
1. 轉啊轉（Music Clip）